# Lancebranlette
Il Lancebranlette (pron. fr. AFI: [lɑ̃sɛbʁɑ̃lɛt] - 2.936 m) è una montagna delle Alpi Graie.

## Descrizione
Si tratta della prima elevazione a ovest del Colle del Piccolo San Bernardo, situata sul confine italo-francese. Essa è costituita da un pendio erboso abbastanza ripido sul versante francese, mentre dalla parte italiana è caratterizzato da una parete di rocce estremamente friabili strapiombante sul pendio detritico che si affaccia sul Lago Verney. A ovest invece si raccorda con una sottile cresta al Sommet des Rousses di poco più alto e quindi a quella serie di cime di roccia, sfasciumi e piccoli ghiacciai che formano la cresta di confine che collega il Colle del Piccolo San Bernardo al col de La Seigne.

## Accesso

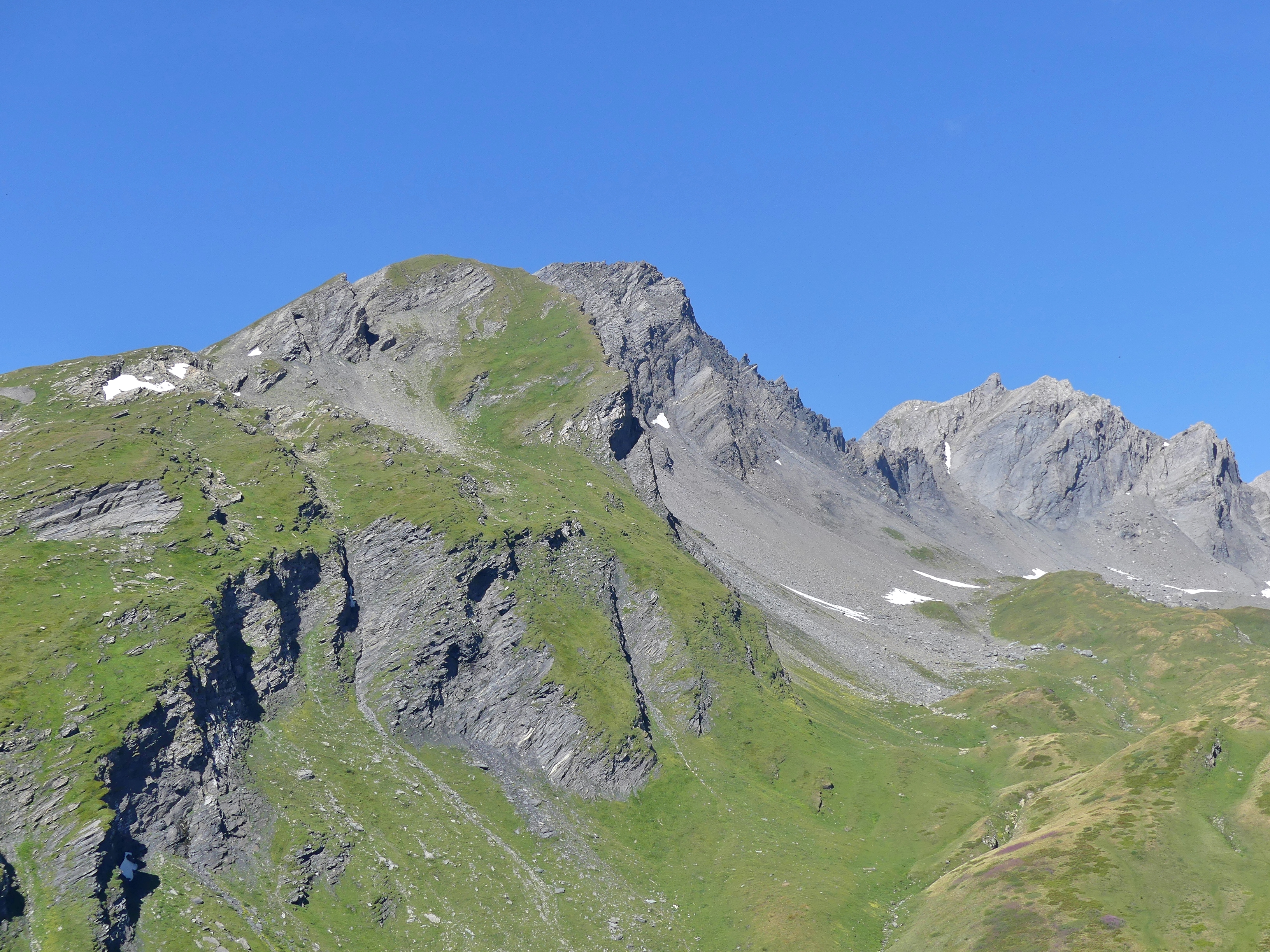
Vista dal lago Verney

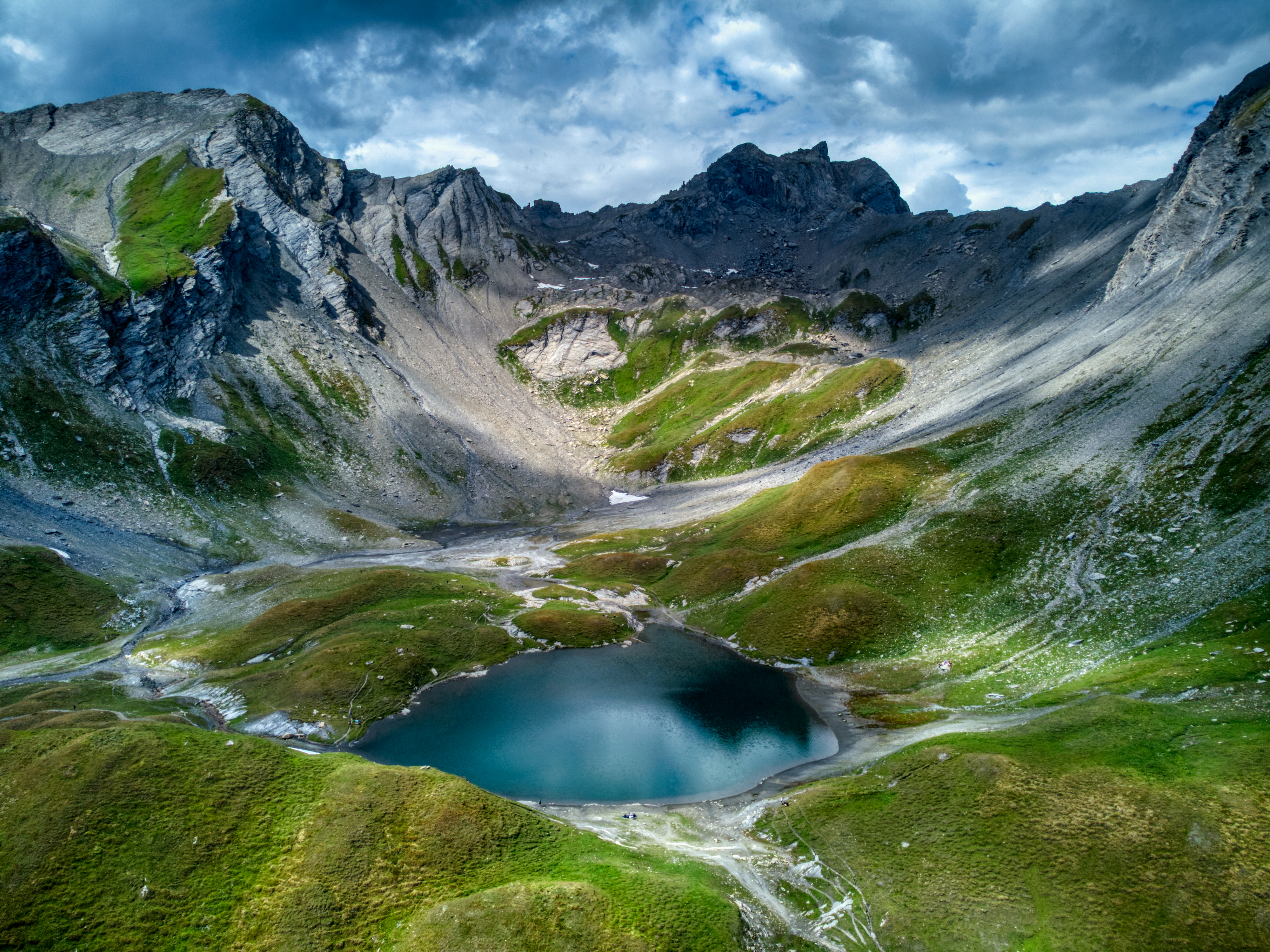
Lac Sans Fond

Nonostante la quota elevata l'accesso è abbastanza breve e presenta moderate difficoltà escursionistiche (E/E+). 
Si parte dall'Ospizio in territorio francese a circa 2150 m di quota, si risale verso nord per prati fino a giungere a un bivio in circa 45 minuti; si prosegue verso destra per pendenze via via più marcate fin sulla cresta che scende dalla cima. Arrivati sulla cresta si percorre tutto il pendìo di prato fino sulla sommità; in totale si impiegano circa 2 ore e 30 minuti. A pochi metri dal punto culminante (di roccia instabile) sorge una tavola d'orientamento, di installazione francese, che indica praticamente tutte le montagne visibili. 
La vista dalla cima è maestosa e spazia dal Massiccio del Bianco a nord, fino al Monte Cervino e al Monte Rosa verso est, e a scendere verso il centro turistico di La Thuile che dista circa 12 km dal Passo del Piccolo San Bernardo, appena più a nord est del Lago di Verney che appare a strapiombo dalla cima.